# Highway to Hell
《Highway to Hell》은 오스트레일리아의 하드 록 밴드 AC/DC의 여섯 번째 스튜디오 음반으로, 1979년 7월 27일, 앨버트 프로덕션과 애틀랜틱 레코드를 통해 발매되었다. 로버트 존 "머트" 랭이 프로듀싱한 세 장의 음반 중 첫 번째이며, 1980년 2월 19일에 사망한 보컬 본 스콧이 참여한 마지막 음반이다.

## 배경
1978년까지 AC/DC는 국제적으로 다섯 장의 음반을 발매했고 오스트레일리아와 유럽을 광범위하게 투어했다. 1977년 그들은 미국에 도착했고, 사실상 라디오 지원이 전혀 없는 가운데 라이브 추종자를 모으기 시작했다. 밴드의 가장 최근 음반인 라이브 음반 《If You Want Blood You've Got It》는 영국에서 13위에 올랐으며, 그 이전 두 장의 음반인 1977년의 《Let There Be Rock》과 1978년의 《Powerage》는 밴드가 격렬한 블루스 기반 하드 록 사운드를 찾게 했다. 애틀랜틱 레코드의 미국 지사는 1976년 음반 《Dirty Deeds Done Dirt Cheap》을 거절했지만, 이제 그들이 라디오 친화적인 사운드를 줄 수 있는 프로듀서와 함께 작업한다면 밴드가 미국에서 크게 성공할 것이라고 믿게 되었다. 1975년 오스트레일리아 데뷔 음반 《High Voltage》 이후, AC/DC의 모든 음반은 조지 영과 해리 반다가 프로듀싱했다. 책 《AC/DC: Maximum Rock & Roll》에 따르면, 밴드는 그 아이디어에 열광하지 않았으며, 특히 기타리스트 앵거스 영과 맬컴 영은 형 조지에 대한 강한 충성심을 느끼고 있었다.
무엇을 하라고 지시받는 것만으로도 충분히 나빴지만, 맬컴과 앵거스를 정말 화나게 한 것은 아틀랜틱이 조지를 프로듀싱에 있어 대단한 실적이 없는 아마추어처럼, 불경스럽게 대우한다고 그들이 느낀 점이었습니다... 맬컴은 그 상황에 덜 만족해 보였고, 심지어 시드니의 라디오 2JJ에 밴드가 사실상 외부 프로듀서와 함께 하도록 "강요받았다"고 말씀하시기까지 했습니다. 해리를 잃는 것은 한 가지였습니다. 그러나 조지를 잃는 것은 거의 문자 그대로 밴드의 여섯 번째 멤버를 잃는 것과 같았으며, 그 이상이었습니다.

애틀랜틱이 밴드와 함께 작업하도록 배정한 프로듀서는 남아프리카 공화국에서 태어난 에디 크레이머로, 지미 헨드릭스의 엔지니어로서의 선구적 작업뿐만 아니라 레드 제플린과 키스 같은 대형 밴드 작업으로도 가장 잘 알려져 있다. 크레이머는 플로리다주 마이애미의 크라이테리아 스튜디오에서 밴드를 만났지만, 모든 기록에 따르면 그들은 서로 잘 맞지 않았다.

## 평가
| 평가 점수                     | 평가 점수 |
| 출처                          | 점수      |
| ----------------------------- | --------- |
| AllMusic                      | [ 8 ]     |
| Blender                       | [ 9 ]     |
| Encyclopedia of Popular Music | [ 10 ]    |
| The Great Rock Discography    | 8/10      |
| MusicHound Rock               | 4.5/5     |
| Rolling Stone                 | [ 2 ]     |
| Spin Alternative Record Guide | 7/10      |
| The Rolling Stone Album Guide | [ 14 ]    |
| Classic Rock                  | [ 15 ]    |

《Highway to Hell》은 AC/DC가 미국 톱 100을 돌파한 최초의 LP가 되었고, 결국 17위에 도달했고, 이 음반은 밴드를 하드 록 공연의 최고 등급으로 올려놓았다. AC/DC 음반(《Back in Black》 뒤를 이어) 중 두 번째로 많이 팔린 음반이며, 일반적으로 지금까지 만들어진 하드 록 음반 중 가장 위대한 음반으로 꼽힌다. 《롤링 스톤》의 그레트 코트는 "노래는 더 작고, 합창은 럭비팀 하모니가 살찌게 한다. 수상 순간: 스콧은 고관절의 '불꽃 속 샷 다운'을 서쪽의 마녀에게 걸맞는 꼬챙이로 닫는다." 2008년 《롤링 스톤》 커버 스토리에서 데이비드 프리케는 "슈퍼프로듀서 '머트' 랭이 AC/DC의 거친 그라나이트 록을 이번 음반에서 차트스마트 부기로 조각했다"고 지적했다. 올뮤직은 이 노래를 〈Highway to Hell〉이라고 부른다. 2003년 이 음반은 《롤링 스톤》이 선정한 역사상 가장 위대한 음반 500장 중 200위에 올랐으며, 2012년 개정 음반에도 다시 이름을 올렸다.

## 곡 목록
모든 곡들은 앵거스 영과 맬컴 영 그리고 본 스콧에 의해 작사/작곡하였다.
| #  | 제목                        | 재생 시간 |
| -- | --------------------------- | --------- |
| 1. | 〈Highway to Hell〉         | 3:29      |
| 2. | 〈Girls Got Rhythm〉        | 3:24      |
| 3. | 〈Walk All Over You〉       | 5:10      |
| 4. | 〈Touch Too Much〉          | 4:28      |
| 5. | 〈Beating Around the Bush〉 | 3:57      |

| #  | 제목                                  | 재생 시간 |
| -- | ------------------------------------- | --------- |
| 1. | 〈Shot Down in Flames〉               | 3:23      |
| 2. | 〈Get It Hot〉                        | 2:35      |
| 3. | 〈If You Want Blood (You've Got It)〉 | 4:38      |
| 4. | 〈Love Hungry Man〉                   | 4:18      |
| 5. | 〈Night Prowler〉                     | 6:18      |

## 참여 인원
AC/DC 
- 본 스콧 – 리드 보컬
- 앵거스 영 – 리드 기타
- 맬컴 영 – 리듬 기타, 백 보컬
- 클리프 윌리엄스 – 베이스 기타, 백 보컬
- 필 러드 – 드럼

## 인증
| 국가                                                                                         | 인증        | 판매량/출하량 |
| -------------------------------------------------------------------------------------------- | ----------- | ------------- |
| 아르헨티나 (CAPIF)                                                                           | 골드        | 30,000^       |
| 오스트레일리아 (ARIA)                                                                        | 5× 플래티넘 | 350,000^      |
| 오스트리아 (IFPI 오스트리아)                                                                 | 골드        | 25,000*       |
| 캐나다 (뮤직 캐나다)                                                                         | 9× 플래티넘 | 900,000       |
| 덴마크 (IFPI Danmark)                                                                        | 2× 플래티넘 | 40,000        |
| 프랑스 (SNEP)                                                                                | 플래티넘    | 400,000*      |
| 독일 (BVMI) WEA                                                                              | 플래티넘    | 500,000^      |
| 독일 (BVMI) Eastwest Records                                                                 | 골드        | 250,000^      |
| 이탈리아 (FIMI)                                                                              | 플래티넘    | 50,000        |
| 폴란드 (ZPAV)                                                                                | 골드        | 10,000        |
| 스페인 (PROMUSICAE)                                                                          | 골드        | 50,000^       |
| 스위스 (IFPI 스위스)                                                                         | 플래티넘    | 50,000^       |
| 영국 (BPI)                                                                                   | 플래티넘    | 300,000*      |
| 미국 (RIAA)                                                                                  | 8× 플래티넘 | 8,000,000     |
| *판매량을 기반으로 한 인증 · ^출하량을 기반으로 한 인증 · 판매량+스트리밍을 기반으로 한 인증 |             |               |